# Shuttarna II
Shuttarna II fue un rey de Mitani que reinó a principios del siglo XIV a. C..
Hijo de Artatama I, continuó la política de alianzas matrimoniales con los faraones iniciada por su padre, casando a su hija Giluhepa con Amenhotep III. Los acuerdos diplomáticos entre Shuttarna II y Amenotep III figuran en las cartas de Amarna.
Durante su reinado, Mitani alcanzó altas cotas de poder y prosperidad. Compartía frontera con Egipto en el norte de Siria, desde Alalakh en el oeste, siguiendo aproximadamente el curso del río Orontes. Por el este, Asiria era por entonces su reino vasallo. Los hititas intentaron una invasión por el norte, pero fueron derrotados.